# Пека Рине
Пека Рине (фин. Pekka Rinne; 3. новембар 1982, Кемпеле, Финска) професионални је фински хокејаш на леду који игра на позицији голмана.
Тренутно игра за америчку екипу Предаторса из Нешвила у Националној хокејашкој лиги (од сезоне 2005/06).
Са сениорском репрезентацијом Финске освојио је сребрну медаљу на Светском првенству 2014. у Минску, а на истом турниру уврштен је у идеалну поставу првенства, а изабран је и за најбољег играча шампионата.

## Каријера
Играчку каријеру и прве хокејашке кораке Пека Рине је започео у екипи Керпета из града Оулуа, екипи у чијем сениорском саставу је почео да повремено игра у током 2001. године. Значајније улоге у тиму има од сезоне 2002/03, а сезону 2003/04. окончао је са титулом првака Финске (исти успех остварио је и наредне сезоне).
Године 2004. учествовао је на улазном драфту НХЛ лиге, где га је у 8. рунди драфта као 258. пика одабрала екипа Нешвил Предаторса. Уговор са екипом из Нешвила потписао је крајем августа 2005, а наредну сезону је започео у филијали Предаторса из АХЛ лиге, екипи Милвоки адмиралса. Прве три сезоне у Северној Америци одиграо је готово у целости за тим из Милвокија, док је за Предаторсе одиграо тек три утакмице. Стандардним првотимцем НХЛ лигаша из Тенесија постаје тек у сезони 2008/09. Током фебруара 2009. у 12 одиграних утакмица забележио је проценат одбрана од 94,4%, што му је донело признање за најбољег дебитанта тог месеца, а већ 14. марта оборио је рекорд од 7 утакмица без примљеног гола у низу (што је уједно и клпски рекорд).
Најбоље НХЛ партије пружао је током сезоне 2010/11. када је био у најужем избору за титулу најбољег голмана лиге (Везина трофеј). Исте сезоне уврштен је у другу идеалну поставу лиге. Почетком новембра 2011. потписао је нови седмогодишњи уговор са Предаторсима вредан 49 милиона америчких долара, што је представљало рекордни уговор у дотадашњој историји Предаторса. Током сезоне 2011/12. захваљујући серији од 11 узастопних утакмица без пораза поставио је нови рекорд франшизе у броју узастопних победа. По окончању исте сезоне проглашен је међу финалисте за Везина трофеј, други пут у низу. 
Током локаута у НХЛ лиги на почетку сезоне 2012/13. прелази у редове КХЛ лигаша Динама из Минска за који је одиграо 22 утакмице пре повратка у НХЛ по окончању локаута у јануару 2013. године. Због повреде рамена зарађене у мају 2013. целу ту годину је провео на опоравку, и није играо за свој тим. На терен се вратио тек у марту 2014. године. 

### Репрезентативна каријера
За сениорску репрезентацију Финске на великим такмичењима наступао је у три наврата, а први пут на Светском првенству 2009, а своју прву утакмицу на том турниру окончао је без примљеног гола, са укупно 30 одбрана. Наступао је и на СП 2010. током којег је одиграо 4 утакмице, док је највећи успех остварио на СП 2014. у Минску, на којем је Финска освојила сребрну медљу. 
Рине је на том такмичењу уврштен у идеалну поставу, а проглашен је и за најкориснијег играча целог шампионата.